# Matias Concha
Hernán Matias Arsenio Concha (født 31. marts 1980 i Malmø, Sverige) er en svensk tidligere fodboldspiller (forsvarer). Han spillede otte kampe for Sveriges landshold.
Concha spillede i hjemlandet for Malmö FF i sin fødeby samt for Stockholm-storklubben Djurgården. Han vandt det svenske mesterskab med begge klubber. Han tilbragte også fem år hos VfL Bochum i Tyskland.

## Titler
Allsvenskan
- 2005 med Djurgården
- 2013 og 2014 med Malmö FF

Svenska Cupen
- 2004 og 2005 med Djurgården

Svenska Supercupen
- 2013 med Malmö FF